# Clásico de Cuyo
El "Clásico de Cuyo" la denominación que reciben los encuentros entre dos de las instituciones deportivas  prominentes de las provincias Argentinas de Mendoza y San Juan, respectivamente: Godoy Cruz y San Martín. 
Ambos equipos, a pesar de participar en este clásico interprovincial, tienen su propio clásico local. En Mendoza, está el llamado clásico godoycruceño (entre Andes Talleres y el Tomba), mientras que en San Juan el clásico del verdinegro es contra Juventud Alianza de Santa Lucía.
Con 51 encuentros disputados en total (incluyendo partidos amistosos), el Clásico de Cuyo es el clásico más tradicional de esta región argentina. De la totalidad de estos encuentros, Godoy Cruz ganó 18 (con 35 goles a favor), San Martín 19 (con 38 goles a favor) y empataron en 14 ocasiones. 
El primer partido oficial entre tombinos y verdinegros se produjo el 7 de enero de 1990 en el estadio de Godoy Cruz. Fue por el Torneo del Interior 1990, y en una noche con mucha lluvia el encuentro finalizó con un empate 2 a 2. Anteriormente se habían enfrentado en dos amistosos jugados el 15 de enero de 1943 (victoria del verdinegro 4 a 2), y el 17 de febrero de 1946 (victoria de Godoy Cruz por 3 tantos a 2).
La primera edición del clásico cuyano en la Primera División del Fútbol Argentino ocurrió el 26 de octubre de 2011. Godoy Cruz fue local en el Estadio Malvinas Argentinas y el partido finalizó igualado 2 a 2 con goles de Rubén Ramírez, para Godoy Cruz en dos ocasiones, y de Sebastián Penco y Raúl Saavedra, para San Martín.
Se enfrentaron en 12 oportunidades en la máxima categoría, ganando Godoy Cruz 6 partidos, San Martín 2, y empatando en 4 cotejos. Debido al descenso del club sanjuanino a la Segunda División (temporada 2018-2019) y a las participaciones continuas del elenco mendocino en Primera, estas instituciones no se han vuelto a disputar el clásico en la máxima divisional desde el año 2019.
El 25 de marzo de 2024 ambos conjuntos se enfrentaron por 32avos de final de la edición 2024 de la Copa Argentina, resultando en una victoria del Tomba ante su par sanjuanino. Fue en tanda de penales, por 4 a 3. Producto de la misma, el elenco verdinegro quedó eliminado de la competición, resultando en -hasta el momento- la única eliminación directa entre estos dos conjuntos la historia del clásico cuyano.
Luego de su último descenso, San Martín retorna a la Primera División para disputar la Liga Profesional Argentina 2025, y gana el clásico contra Godoy Cruz -después de seis encuentros entre ambos- por 1 a 0 en condición de local.
Hasta el momento no se han enfrentado a nivel internacional, ya que solo Godoy Cruz ha clasificado a competiciones continentales.

## Censo nacional de hinchas de TyC Sports
El canal de televisión deportivo argentino TyC Sports elaboró un censo por medio de su página web a principios del 2015 para conocer cuál era el equipo con mayor cantidad de hinchas. Participaron aproximadamente 250.000 hinchas y los resultados de los dos grandes equipos de Cuyo fueron los siguientes:
| 26° | Godoy Cruz | 0,29 % |  |  |  |  |  |
| 35° | San Martín | 0,14 % |  |  |  |  |  |
|     |            |        |  |  |  |  |  |

| Godoy Cruz | San Martín |  |

## Cronología de resultados
| #  | Fecha                    | Torneo              | Local      | Score     | Visitante  |
| -- | ------------------------ | ------------------- | ---------- | --------- | ---------- |
| 1  | 15 de enero de 1943      | Amistoso            | San Martín | 4–2       | Godoy Cruz |
| 2  | 17 de febrero de 1946    | Amistoso            | Godoy Cruz | 3–2       | San Martín |
| 3  | 7 de enero de 1990       | Torneo del Interior | Godoy Cruz | 2–2       | San Martín |
| 4  | 28 de enero de 1990      | Torneo del Interior | San Martín | 2–1       | Godoy Cruz |
| 5  | 17 de febrero de 1991    | Torneo del Interior | San Martín | 2–1       | Godoy Cruz |
| 6  | 10 de marzo de 1991      | Torneo del Interior | Godoy Cruz | 0–0       | San Martín |
| 7  | 30 de enero de 1994      | Torneo del Interior | Godoy Cruz | 1–0       | San Martín |
| 8  | 23 de febrero de 1994    | Torneo del Interior | San Martín | 0–0       | Godoy Cruz |
| 9  | 3 de abril de 1994       | Torneo del Interior | San Martín | 3–0       | Godoy Cruz |
| 10 | 24 de abril de 1994      | Torneo del Interior | Godoy Cruz | 2–2       | San Martín |
| 11 | 13 de septiembre de 1995 | Nacional B          | Godoy Cruz | 1–1       | San Martín |
| 12 | 21 de enero de 1996      | Nacional B          | San Martín | 2–0       | Godoy Cruz |
| 13 | 29 de septiembre de 1996 | B Nacional          | San Martín | 1–1       | Godoy Cruz |
| 14 | 16 de noviembre de 1996  | B Nacional          | Godoy Cruz | 0–1       | San Martín |
| 15 | 13 de marzo de 1997      | B Nacional          | Godoy Cruz | 4–2       | San Martín |
| 16 | 29 de mayo de 1997       | B Nacional          | San Martín | 2–0       | Godoy Cruz |
| 17 | 31 de agosto de 1997     | B Nacional          | San Martín | 2–0       | Godoy Cruz |
| 18 | 28 de noviembre de 1997  | B Nacional          | Godoy Cruz | 2–3       | San Martín |
| 19 | 22 de agosto de 1998     | B Nacional          | San Martín | 1–1       | Godoy Cruz |
| 20 | 5 de diciembre de 1998   | B Nacional          | Godoy Cruz | 0–1       | San Martín |
| 21 | 13 de noviembre de 1999  | B Nacional          | San Martín | 0–0       | Godoy Cruz |
| 22 | 22 de abril de 2000      | B Nacional          | Godoy Cruz | 6–1       | San Martín |
| 23 | 26 de agosto de 2000     | B Nacional          | Godoy Cruz | 1–0       | San Martín |
| 24 | 10 de diciembre de 2000  | B Nacional          | San Martín | 2–0       | Godoy Cruz |
| 25 | 15 de septiembre de 2001 | B Nacional          | Godoy Cruz | 3–4       | San Martín |
| 26 | 15 de septiembre de 2001 | B Nacional          | Godoy Cruz | 0–1       | San Martín |
| 27 | 20 de abril de 2002      | B Nacional          | San Martín | 1–1       | Godoy Cruz |
| 28 | 24 de agosto de 2002     | B Nacional          | Godoy Cruz | 2–0       | San Martín |
| 29 | 24 de enero de 2003      | Copa Vendimia       | Godoy Cruz | 3–1       | San Martín |
| 30 | 23 de febrero de 2003    | B Nacional          | San Martín | 0–2       | Godoy Cruz |
| 31 | 16 de noviembre de 2003  | B Nacional          | Godoy Cruz | 1–0       | San Martín |
| 32 | 2 de mayo de 2004        | B Nacional          | San Martín | 1–0       | Godoy Cruz |
| 33 | 14 de noviembre de 2004  | B Nacional          | San Martín | 0–0       | Godoy Cruz |
| 34 | 7 de mayo de 2005        | B Nacional          | Godoy Cruz | 1–3       | San Martín |
| 35 | 20 de agosto de 2005     | B Nacional          | Godoy Cruz | 0–2       | San Martín |
| 36 | 5 de febrero de 2006     | B Nacional          | San Martín | 0–3       | Godoy Cruz |
| 37 | 26 de octubre de 2011    | Primera División    | Godoy Cruz | 2–2       | San Martín |
| 38 | 20 de enero de 2012      | Copa Mendoza        | Godoy Cruz | 1–0       | San Martín |
| 39 | 28 de abril de 2012      | Primera División    | San Martín | 1–0       | Godoy Cruz |
| 40 | 15 de septiembre de 2012 | Primera División    | Godoy Cruz | 1–0       | San Martín |
| 41 | 31 de marzo de 2013      | Primera División    | San Martín | 2–3       | Godoy Cruz |
| 42 | 14 de febrero de 2015    | Primera División    | Godoy Cruz | 1–1       | San Martín |
| 43 | 12 de septiembre de 2015 | Primera División    | San Martín | 1–2       | Godoy Cruz |
| 44 | 23 de abril de 2016      | Primera División    | Godoy Cruz | 1–0       | San Martín |
| 45 | 22 de mayo de 2016       | Primera División    | San Martín | 2–0       | Godoy Cruz |
| 46 | 30 de abril de 2017      | Primera División    | Godoy Cruz | 0–0       | San Martín |
| 47 | 12 de mayo de 2017       | Primera División    | San Martín | 1–2       | Godoy Cruz |
| 48 | 27 de abril de 2018      | Primera División    | Godoy Cruz | 2–0       | San Martín |
| 49 | 2 de marzo de 2019       | Primera División    | San Martín | 0–0       | Godoy Cruz |
| 50 | 25 de marzo de 2024      | Copa Argentina      | Godoy Cruz | (4)0-0(3) | San Martín |
| 51 | 20 de abril de 2025      | Primera División    | San Martín | 1–0       | Godoy Cruz |

## Historial
En el historial general (totalidad de encuentros entre ambos, teniendo en cuenta partidos amistosos), San Martin saca ventaja por 1 partido.

#### Resumen
- Actualizado al 22 de abril del 2025

| Torneo              | PJ | G.GC | E  | G.SM | Gol GC | Gol SM |
| ------------------- | -- | ---- | -- | ---- | ------ | ------ |
| Primera División    | 13 | 6    | 4  | 3    | 14     | 11     |
| B Nacional          | 25 | 7    | 6  | 12   | 29     | 30     |
| Torneo del Interior | 8  | 1    | 4  | 3    | 7      | 11     |
| Copa Argentina      | 1  | 1    | 0  | 0    | 0      | 0      |
| Amistosos           | 4  | 3    | 0  | 1    | 6      | 6      |
| TOTAL               | 51 | 18   | 14 | 19   | 56     | 58     |

| PJ: Partidos jugados        |
| G.GC: Ganador Godoy Cruz    |
| G.SM: Ganador San Martín    |
| E: Empate                   |
| Gol GC: Goles de Godoy Cruz |
| Gol SM: Goles de San Martín |

## Máximas goleadas
La mayor goleada del clásico cuyano fue la acontecida el 22 de abril de 2000 jugado en Mendoza. El resultado final fue 6 a 1 a favor de Godoy Cruz, con goles de Brusco, Bermegui (2), Cabrera, Dobrik y Franco. Había descontado para el equipo sanjuanino, Marcelo Laciar.
Por el lado de San Martín, la mayor diferencia de gol a su favor fue en el partido jugado el 3 de abril de 1994, con resultado por 3 a 0, durante el Torneo del Interior.

## Futbolistas que vistieron las dos camisetas
- Juan Alberto Yanzón[1][2]
- Gabriel Carabajal[3]
- Marcelo Laciar
- Rafael Iglesias
- Ernesto Fullana
- Mariano Torresi
- Walter Adrián Cuvertino
- Ricardo Dillon
- Daniel Gonzalo Giménez
- Marcelo Berza
- Leonardo Torres
- Sebastián Vezzani
- Gonzalo Prósperi
- Pablo Ruiz
- Sebastián Brusco
- Daniel González

## Entrenadores que dirigieron ambos equipos
- Cosme Zaccanti y Luis Sosa[4]
- Rubén Agüero
- Carlos Mayor